# Cybebus
Cybebus é um género botânico pertencente à família das orquídeas (Orchidaceae).